# 13 asesinos (película de 1963)
13 asesinos (十三人の刺客 Jūsan-nin no shikaku?) es una película japonesa jidaigeki (drama de época) de 1963 dirigida por Eiichi Kudo.

## Argumento
En 1844, el shogunato Tokugawa en Japón se encuentra en un período de transición, y uno de los señores de alto rango, Lord Matsudaira, se ha visto manchado por su mala conducta disoluta y réproba. Muchos líderes en la comunidad gobernante del gobierno actual sienten que el código de honor del samurái, el bushidō, era deshonrado por Matsudaira. Su estilo de vida réprobo, egoísta e irresponsable es repugnante para quienes entran en contacto con él. Después de recibir esta información, Sir Doi está convencido de que Matsudaira representa una amenaza grave para todo el código de honor de la tradición samurái. Sir Doi decide, a causa de la gravedad de la mala conducta de Matsudaira, tomar un juramento de sangre para asesinarlo. Él recluta una tropa de asesinos para hacer un juramento de sangre similar para acabar con Matsudaira a fin de restaurar el bienestar y el código de honor de su país.

## Reparto
| - Takayuki Akutagawa como el narrador - Chiezō Kataoka como Shinzaemon Shimada - Kōtarō Satomi como Shinrokurō Saimada - Ryōhei Uchida como Hanbei Onigashira - Tetsurō Tanba - Satomi Oka - Yuriko Mishima - Sumiko Fuji (como Junko Fuji) como Kayo - Chōichirō Kawarasaki - Michitarō Mizushima - Kunio Kaga - Seishiro Sawamura - Kusuo Abe - Shingo Yamashiro como Koyata Koga | - Kōshirō Harada - Shunji Kasuga - Ushio Akashi - Eijirō Kataoka - Ryūji Kita - Ryōsuke Kagawa - Kantarō Suga como Naritsugu - Shun'ya Wazaki - Hiroshi Mizuno - Michimaro Kotabe - Tsukie Matsuura - Noboru Aihara - Masao Hori - Kinnosuke Takamatsu - Akira Shioji como Horii - Masaharu Arikawa - Mitsugu Fujii | - Ryōzō Tanaka - Kandō Arashi - Kunio Hikita - Kyōnosuke Murai - Masuo Kamiki - Jun Harukawa - Ren Takahashi - Ryōnosuke Doi - Masaru Fujiwara - Isamu Dobashi - Hiroshi Kasuga - Kanjūrō Arashi como Saheita Kuranaga - Kō Nishimura como Kujūrō Hirayama - Ryūnosuke Tsukigata como Makino - Isao Natsuyagi (sin acreditar) |

## Nueva versión
La película fue adaptada en 2010 por Takashi Miike. La nueva versión recibió la aclamación de la crítica. El Instituto de Cine Británico, en una evaluación de las diez mejores películas de samuráis, comparó la nueva versión de la película con la versión original, diciendo que: «Ambientada en 1844, 13 asesinos sigue el modelo de Los siete samuráis, presentando una banda de samuráis que se unen para derrocar a un señor despótico por el bien de la sociedad. La versión de Miike se beneficia de un presupuesto mucho más generoso, con una atención maravillosa a conjuntos de época y vestuario y algunas inventivas escenas de lucha coreografiadas.»